# Scutia spicata
El molono, pial, negrito, uña de gato o espino es un arbusto de la familia Rhamnaceae, nativo de Perú y Ecuador.

## Distribución y hábitat
Crece en tierras bajas. Es común en zonas áridas, así como cerca de las playas y las colinas, y entre los bosques de algarrobo. Es común en Ancash, Ica, Lima, La Libertad, Piura, Tumbes, Guayas, Manabí y las islas Galápagos.

## Descripción
Alcanza entre 0,5 y 2,5 m de altura. El tallo es ramoso. Las ramas alcanzan hasta 5 m de longitud, son de color verde oscuro cuando están jóvenes y plomizas a negruzcas al envejecer. Están cubiertas de espinas de 1 a 6 cm de largo. Las hojas son verdes, alternas, simples, lanceoladas, elípticas u oblongas, de 0,6 a 4,5 cm de longitud. Las flores son axilares solitarias o agrupadas de 2 a 4, con cáliz en forma de copa y 5 pétalos amarillos de 0,6 a 0,7 mm de largo. Los frutos tienen forma de uva, de color púrpura a negro brillante, de 5 mm de diámetro, con 2 a 3 semillas y pulpa dulce, que sirven de alimento a los reptiles y otros animales.